# Sittişah Hatun
Sittişah Mükrime Hatun (turco ottomano: شاہ ست خاتون, lett. "custode dello Şah" e "ospitale", conosciuta anche come Sitti Hatun; Elbistan, 1430 – Edirne, settembre 1486) è stata una principessa anatolica della dinastia dulqadiridi e la moglie legale del sultano ottomano Mehmed II.

## Biografia
Sittişah era figlia di Dulkadiroğlu Süleyman Beg, sesto sovrano dei Dulqadiridi, nonché la nipote di Emine Hatun, una delle mogli del sultano ottomano Mehmed I. 
Fra il 1448 e il 1449 il sultano Murad II, padre di Mehmed, decise di organizzare un matrimonio politico per il figlio al fine di stringere un alleanza contro Karaman e i Kara Koyunlu di Jahan Shah. Insieme al suo Gran Visir Çandarlı Halil Pascià decise per una delle figlie di Süleyman Beg, discendente dai regnanti della regione e in grado di mobilitare un vasto esercito, di cui numerosi reparti di cavalleria. La moglie del governatore di Amasya venne inviata a Elbistain per scegliere la sposa, e lei scelse Sittişah, la più bella delle ragazze, baciandole gli occhi e consegnandole l'anello di nozze.
La ragazza fu scortata a Edirne da una nutrita e fastosa processione, e i festeggiamenti culminarono a Edirne, dove incontrarono il Sultano, lo sposo e il resto dei nobili e della corte. Il matrimonio venne celebrato il 15 dicembre 1449 e i festeggiamenti durarono tre mesi, i più lunghi della storia ottomana. Dopodiché la coppia tornò a Manisa, dove Mehmed era governatore, e poi a Edirne quando Mehmed salì al trono.
Mehmed II non era stato consultato a proposito del matrimonio e della scelta della sposa e l'unione, che rimase senza figli, si rivelò un autentico fallimento.
Fu l'ultima donna a sposare legalmente un sultano ottomano fino al matrimonio fra Solimano il Magnifico e Hürrem Sultan nel 1533/1534.
A causa del loro secondo nome in comune, Sittişah è a volte confusa con Gülbahar Hatun, un'altra consorte di Mehmed e madre del suo successore Bayezid II.
Dopo il 1453, quando Mehmed conquistò Costantinopoli e stabilì lì la capitale, impose a Sittişah di rimanere a Edirne, dove morì, sola e dimenticata, nel settembre 1486. Venne sepolta nella sua türbe all'interno della Moschea che aveva edificato durante il regno di Bayezid II, figlio di Mehmed e Gülbahar Hatun.
Dopo l'ascesa al trono di Bayezid II, figlio di Mehmed II, una delle sue nipoti, Ayşe Hatun, figlia di suo fratello, divenne una delle sue consorti. Come per Sittişah, anche Ayşe venne confusa o scambiata e infine "fusa" con Gülbahar Hatun, madre di Selim I, che per lungo tempo venne invece considerato proprio figlio di Ayşe.